# Maria Lea Pedini
Maria Lea Pedini (Città di San Marino, 15 luglio 1954) è una politica e diplomatica sammarinese, prima donna a ricoprire la carica di Capitano Reggente della Repubblica di San Marino.

## Biografia
Si è laureata nel 1976 alla Facoltà di lettere e filosofia in DAMS, all'Università di Bologna, con una tesi intitolata Museografia sulla Tradizione dei lapicidi sammarinesi. 
È stata la prima donna ad assumere la carica di Capitano reggente di San Marino, dal 1º aprile al 1º ottobre 1981, assieme a Gastone Pasolini.
È stata anche una dei Capi di Stato di San Marino più giovani, poiché iniziò il mandato a 26 anni.
Dal 1983 al 2006 è stata dirigente dell'Ufficio Affari Culturali e Informazione, presso il Dipartimento Affari Esteri. In seguito è diventata direttrice della Direzione Affari Europei, istituita dalla stessa riforma presso il Dipartimento degli Affari Esteri.
Dal 1995 è ambasciatrice di San Marino in Svezia, Danimarca e Ungheria, continuando però a risiedere a San Marino. Ha poi ricoperto anche la carica di ambasciatrice per la Norvegia e la Svizzera.
Il 3 marzo 1998 ha ricevuto dal presidente della Repubblica Italiana Oscar Luigi Scalfaro l'Ordine al merito della Repubblica italiana.
Nel 2005 è stata tra i soci che hanno rifondato la Società Dante Alighieri a San Marino, che si era sciolta nel 1974.
Nel 2016 a distanza di 35 anni dalla sua nomina di Capitano reggente, è stata celebrata con un francobollo di €2,55 dall'Azienda Autonoma di Stato Filatelica e Numismatica.

## Attività politica
Maria Lea Pedini Angelini è stata membro del parlamento sammarinese, il Consiglio Grande e Generale, dal 1978 al 1993. Fino al 1988 è stata membro del Partito Socialista Sammarinese per poi passare al Partito Socialista Unitario.